# Арпино
Арпи́но (итал. Arpino, лат. Arpinum) — город в Италии. 
Расположен в области Лацио, в провинции Фрозиноне (провинция). Один из старейших и наиболее важных центров культурного и художественного уровня провинции.

## История
В период Римской империи назывался Арпинум. Город существует по крайней мере с 7 века до н. э. 
Первоначально город населяли вольски, самниты, пеласги. Был завоёван Древним Римом
В 305 году до н. э. городу было предоставлено римское гражданство «Civitas sine suffragio» (право быть частью Римской империи без права голосования). Права голосования были предоставлены в 188 году до н. э.
После Союзнической войны в 90 году до н. э. городу был предоставлен статус муниципия.
В раннем средневековье из за своей стратегической позиции город оспаривался Римским герцогством и Княжеством Беневенто.
После 11 века город управлялся норманнами, Гогенштауфенами и Папской областью.

## Общие сведения
Расположен в Латинской долине, в 100 км от Рима.
Население — 7 150 жителей,
Плотность населения составляет 127,13 чел./км². Занимает площадь 56,24 км². Почтовый индекс — 3033. Телефонный код — 00776.
Покровительницей города почитается Пресвятая Богородица (Madonna di Loreto), празднование 10 декабря.

## Главы города
- Ренато Реа (27 мая 2013 — 15 мая 2023)
- Витторио Згарби (с 15 мая 2023)[1]

## Достопримечательности
Из достопримечательностей можно отметить круглые стены полигональной кладки. Высота стен — 3,35м., ширина — 2,13 м.
Перед Арпином в долине реки Лири к северу от Изола-дель-Лири расположена церковь Сан Доменико, рядом с которой была расположена вилла, на которой был рождён и проводил много времени Цицерон.
Рядом расположен древний мост к аббатству Касамари.

## Известные люди, родившиеся в Арпино
- Гай Марий (ок. 157 до н. э. — 86 до н. э., Рим) — древнеримский полководец, победитель нумидийского царя Югурты, кимвров и тевтонов, семикратный консул.
- Марк Туллий Цицерон (106 до н. э. — 43 до н. э., Формия) — древнеримский политик и философ.
- Джузеппе Чезари (1568—1640, Рим) — итальянский живописец, прозванный Кавалер д’Арпино.
- Анджело Паризи (род. 1953) — британский и французский дзюдоист, олимпийский чемпион 1980 года.